# In the Wee Small Hours
In the Wee Small Hours is een studioalbum van de Amerikaanse zanger Frank Sinatra uit 1955. Sinatra werkte voor dit album samen met de Amerikaanse orkestleider Nelson Riddle.
Het album staat op de 282ste positie in Rolling Stones lijst van The 500 Greatest Albums of All Time (2020). Het is het oudste album dat in het boek 1001 Albums You Must Hear Before You Die een vermelding heeft gekregen.

## Composities

### In the Wee Small Hours (originele uitgave)

#### Kant één
1. "In the Wee Small Hours of the Morning" (Bob Hilliard, David Mann) – 3:00
2. "Mood Indigo" (Barney Bigard, Duke Ellington, Irving Mills) – 3:30
3. "Glad to Be Unhappy" (Richard Rodgers, Lorenz Hart) – 2:35
4. "I Get Along Without You Very Well (Except Sometimes)" (Hoagy Carmichael, Jane Brown Thompson) – 3:42
5. "Deep in a Dream" (Eddie DeLange, Jimmy Van Heusen) – 2:49
6. "I See Your Face Before Me" (Howard Dietz, Arthur Schwartz) – 3:24
7. "Can't We Be Friends?" (Paul James, Kay Swift) – 2:48
8. "When Your Lover Has Gone" (Einar Aaron Swan) – 3:10

#### Kant twee
1. "What Is This Thing Called Love?" (Cole Porter) – 2:35
2. "Last Night When We Were Young" (Harold Arlen, Yip Harburg) – 3:17
3. "I'll Be Around" (Alec Wilder) – 2:59
4. "Ill Wind" (Arlen, Ted Koehler) – 3:46
5. "It Never Entered My Mind" (Rodgers, Hart) – 2:42
6. "Dancing on the Ceiling" (Rodgers, Hart) – 2:57
7. "I'll Never Be the Same" (Gus Kahn, Matty Malneck, Frank Signorelli) – 3:05
8. "This Love of Mine" (Sol Parker, Henry W. Sanicola, Jr., Frank Sinatra) – 3:33

### Budget Reissue (goedkopere uitgave begin jaren 80)

#### Kant één
1. "In the Wee Small Hours of the Morning" (Bob Hilliard, David Mann) – 3:00
2. "Mood Indigo" (Barney Bigard, Duke Ellington, Irving Mills) – 3:30
3. "Glad to Be Unhappy" (Richard Rodgers, Lorenz Hart) – 2:35
4. "Deep in a Dream" (Eddie DeLange, Jimmy Van Heusen) – 2:49
5. "I See Your Face Before Me" (Howard Dietz, Arthur Schwartz) – 3:24

#### Kant twee
1. "What Is This Thing Called Love?" (Cole Porter) – 2:35
2. "Last Night When We Were Young" (Harold Arlen, Yip Harburg) – 3:17
3. "I'll Be Around" (Alec Wilder) – 2:59
4. "Dancing on the Ceiling" (Rodgers, Hart) – 2:57
5. "This Love of Mine" (Sol Parker, Henry W. Sanicola, Jr., Frank Sinatra) – 3:33